# 덴포산

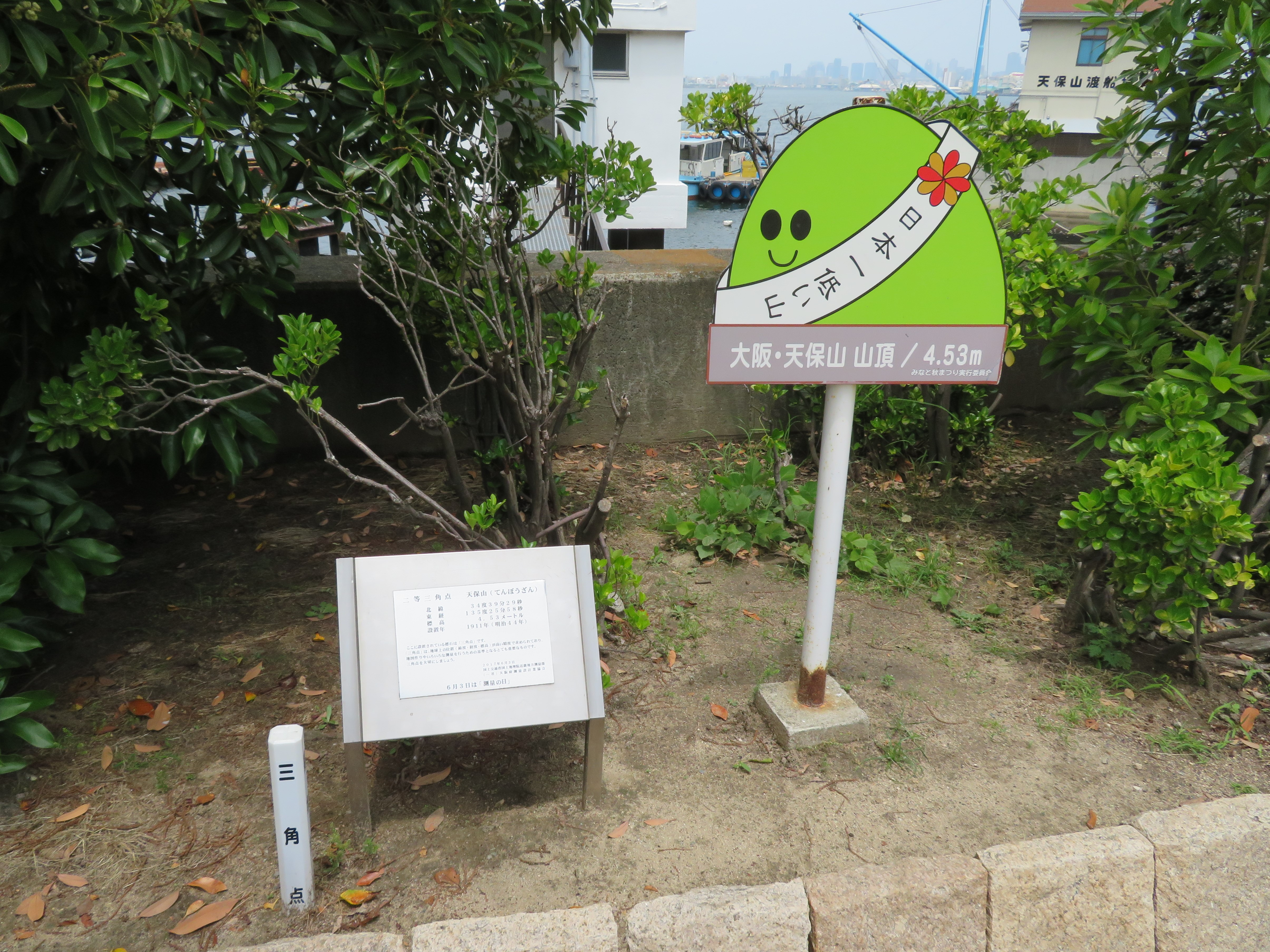
텐포산 정상

덴포산(일본어: 天保山 덴포잔[*])는 일본 오사카부 오사카시 미나토구에 위치한 산이다. 고도는 4.53m로, 인공 산이다. 미야기현 센다이시에 있는 히요리산에 이어 일본에서 2번째로 제일 낮은 산이다.